# 瓊記洋行

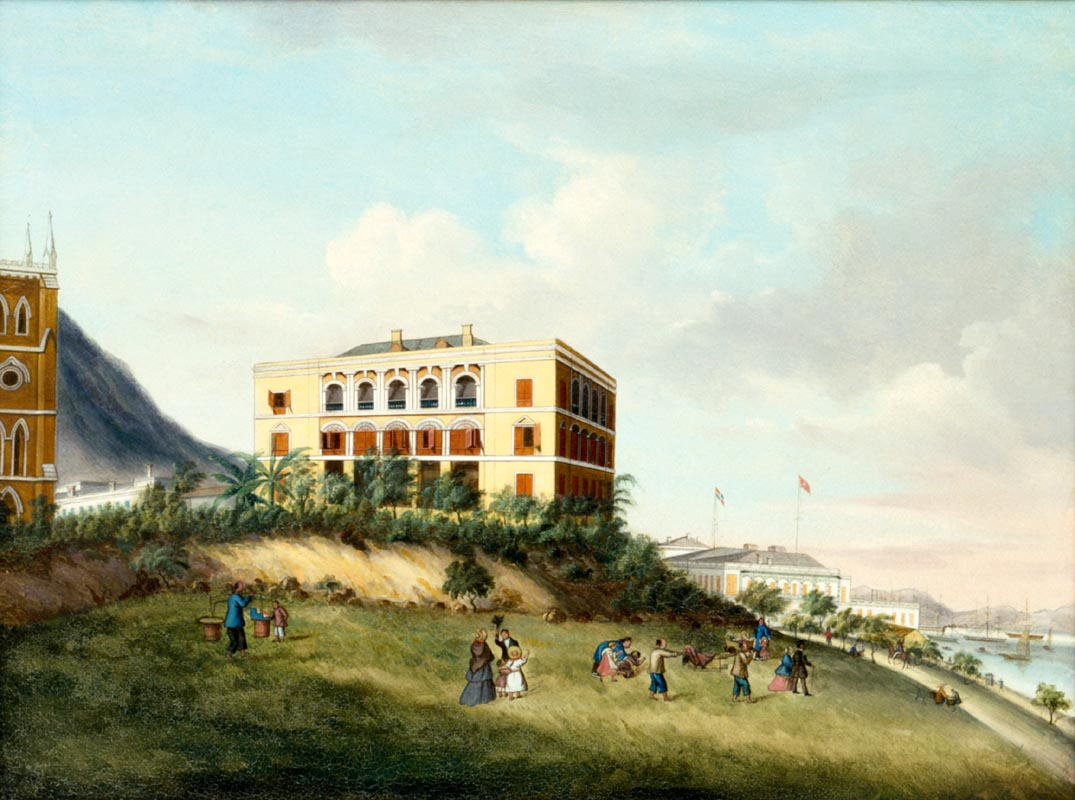
赫德在香港的府邸（1860年代繪製）。大樓之後屢被改建，曾經多次易手，香港終審法院舊址(1997-2015)。

瓊記洋行（英語：Augustine Heard & Co.），清朝時期活躍於中國的美資公司。

## 历史
由旗昌洋行前合伙人、美籍商人奧古斯丁·赫德於1840年成立。公司從事出入口業務，貨物包括茶葉及鴉片。